# Nowe Dębno
Nowe Dębno [ˈnɔvɛ ˈdɛmbnɔ] (trước đây là Neudamen của Đức) là một khu định cư ở khu hành chính của Gmina Tychowo, thuộc quận Białogard, West Pomeranian Voivodeship, ở phía tây bắc Ba Lan. Nó nằm khoảng 10 kilômét (6 mi)   phía nam Tychowo, 23 km (14 mi) về phía đông nam của Białogard và 118 km (73 mi) về phía đông bắc của thủ đô khu vực Szczecin.
Trước năm 1945, khu vực này là một phần của Đức. Đối với lịch sử của khu vực, xem Lịch sử của Pomerania.